# Melanthia extrema
Melanthia extrema là một loài bướm đêm trong họ Geometridae.